# Nemoria epaphras
Nemoria epaphras är en fjärilsart som beskrevs av William Schaus 1912. Nemoria epaphras ingår i släktet Nemoria och familjen mätare. Inga underarter finns listade i Catalogue of Life.